# Sobirà
El Sobirà és una masia del municipi de Borredà a la comarca del Berguedà, inclosa en l'Inventari del Patrimoni Arquitectònic de Catalunya.

## Descripció
És una masia d'estructura clàssica. La planta és de tipus basilical de tres crugies, estructurada en planta baixa i dos pisos superiors. La coberta és de pedres de grans dimensions, irregulars i sense treballar. Les obertures són petites, allindanades i alineades amb les de la resta de plantes. Destaquem la porta d'entrada, un arc de mig punt adovellat. A l'esquerra hi ha una capella annexa d'una sola planta d'alçada. La coberta és a dues aigües amb teula àrab.

## Història
La masia de Sobirà és una de les grans pairalies de Borredà, important des del punt de vista agrícola i ramader, però també per l'arquitectura i antiguitat. Actualment és el museu etnogràfic de la comarca. La família ha tingut cura de recuperar l'edificació i d'altres masies properes i va recuperar mobiliari renaixentista i barroc, estris de cuina, ceràmica catalana, utillatge del camp o la casa, etc. A la mateixa masia també es conserva un arxiu amb documentació familiar que es remunta al segle xiv, que la vincula al monestir de Ripoll.